# Томас А. Ватсон
Томас Август Уотсон (18 січня 1854 – 13 грудня 1934) був помічником Олександра Грема Белла, зокрема у винаході телефону в 1876 році.

## Життя і творчість
Уотсон народився в Салемі, штат Массачусетс,  Сполучені Штати Америки, був бухгалтером і теслею, перш ніж знайшов роботув машинній майстерні Чарльза Вільямса в Бостоні в 1872 році.  Потім його найняв Олександр Грем Белл, який тоді був професором Бостонського університету . Вони були відомі винаходом телефону .
Він був першим, хто прийняв телефонний дзвінок. «Містер Ватсон, ідіть сюди, я хочу вас побачити», - сказав Белл, коли вперше використав новий винахід.  Існують деякі суперечки щодо фактичних слів, які використовувалися, оскільки Томас Вотсон власним голосом запам’ятав це як «Містер Ватсон – підійди сюди – я хочу тебе» у фільмі, знятому для Bell Labs у 1931 році, на який посилається нижче в « Двигуни нашої винахідливості».
Уотсон був винахідником багатьох аксесуарів для телефону. Він намагався зробити сигналізатор для телефону, тому що жоден користувач не міг цілий день стояти біля телефону в очікуванні дзвінка. Спочатку він зробив молоток, який мав бити по діафрагмі , потім зробив зумер.  Після кількох експериментів із сигнальними пристроями Ватсон створив дзвінок , і його поляризований дзвінок  виготовлявся 60 років.  
Уотсон звільнився з телефонної компанії Bell у 1881 році. Після цього Вотсон вперше спробував свої сили у фермерстві. Він також спробував геологію , його навіть висунули на посаду скарбника штату Массачусетс.  У 1883 році Вотсон заснував компанію Fore River Ship and Engine Building Company . Незабаром він почав приймати пропозиції на будівництво військових кораблів, і до 1901 року його компанія була однією з найбільших верфей в Америці. Пізніше вона стане однією з головних верфей під час Другої світової війни після того, як її придбала Bethlehem Steel Corporation . Коли Ватсон продав свою частку у верфі, він вирішив «знову стати хлопчиком» і став актором.  
25 січня 1915 року Вотсон знаходився на Грант-авеню, 333 у Сан-Франциско, щоб прийняти перший трансконтинентальний телефонний дзвінок, здійснений Беллом із Телефонної будівлі на 15-й Дей-стріт у Нью-Йорку . Президент Вудро Вільсон і мери обох міст також брали участь у розмові. 
Томас Уотсон був одружений з Елізабет Уотсон. Після його смерті в 1934 році вона продовжувала жити в Пас-а-Гріль під час Другої світової війни і померла в місцевому шпиталі в Сент-Пітербурзі, штат Флорида, в 1949 році.
Вотсон написав автобіографію Exploring Life: The Autobiography of Thomas A. Watson (Нью-Йорк: Appleton, 1926). Його роль зіграв Генрі Фонда у фільмі «Історія Олександра Грема Белла », який вийшов на екрани в 1939 році.
Наприкінці свого життя, у віці 77 років, коли Ватсон був вражений зустріччю з індійським духовним лідером Мехер Бабою в Англії, він допоміг організувати приїзд Мехер Баби до Сполучених Штатів для його першого візиту туди в 1931 році.  Повідомляється, що після зустрічі з Бабою Вотсон сказав: «За мої сімдесят вісім років життя сьогодні я вперше відчув, що таке божественна любов. Я зрозумів це лише одним дотиком Мехер Баби».  Пізніше, однак, Ватсон розчарувався в Бабі. 
Уотсон помер 13 грудня 1934 року на Пасс-а-Грілль, штат Флорида. Він похований на кладовищі Норт-Веймут, штат Массачусетс. Місце його сімейної могили розташоване на вершині поряд із дорогою до цвинтаря та має точку огляду, яка дивиться прямо на колишню верф. Він хотів побачити своє найбільше досягнення в житті та смерті. 

## Виноски
1. ↑  Encyclopædia Britannica
2. ↑  SNAC — 2010.
3. 1 2  Чеська національна авторитетна база даних
4. ↑  National Inventors Hall of Fame (2010). Thomas A. Watson. Архів оригіналу за 23 вересня 2012. Процитовано 14 липня 2012.
5. ↑  Watson, Thomas A. (1926). Exploring Life: The Autobiography of Thomas A. Watson. New York: D Appleton and company. с. 30.
6. ↑  Bruce, Robert V., Alexander Graham Bell and the Conquest of Solitude, Boston: Little, Brown, с. 181, ISBN 0-316-11251-8.
7. ↑  Watson, Thomas A. The birth and babyhood of the telephone (An address delivered before the Third Annual Convention of the Telephone Pioneers of America at Chicago, October 17, 1913). с. 35—36.
8. ↑  US Patent No. 199,007, Patented Jan 8, 1878. T. A. WATSON. Improvement in telephones (PDF).
9. ↑  US Patent No. 202,495, dated April 16, 1878. T. A. WATSON. Telephone Call-Signal Apparatus (PDF).
10. ↑  US Patent No. 210,886, dated December 17, 1878. T. A. WATSON. Polarized Armature for Electric Bells (PDF).
11. ↑  Meyer, Ralph O. (2018). Old-time telephones. Raleigh, North Carolina: North Carolina State University. с. 43. ISBN 978-0-692-11204-5.
12. 1 2  Иванов, Александр. Приключения Томаса Ватсона. telhistory.ru. Музей Истории Телефона.
13. ↑  Watson, Thomas A. (1926). Exploring Life: The Autobiography of Thomas A. Watson. New York: D Appleton and company. с. 205.
14. ↑  Watson, Thomas A. (1926). Exploring Life: The Autobiography of Thomas A. Watson. New York: D Appleton and company. с. 211.
15. ↑  Watson, Thomas A. (1926). Exploring Life: The Autobiography of Thomas A. Watson. New York: D Appleton and company. с. 251.
16. ↑  Phone to Pacific From the Atlantic, New York Times.
17. ↑  Kalchuri, Bhau (1986), Meher Prabhu: Lord Meher, Myrtle Beach, SC: Manifestation, с. 1415—1419
18. ↑  Kalchuri, Bhau (1986), Meher Prabhu: Lord Meher, Myrtle Beach, SC: Manifestation, с. 1415
19. ↑  Mazur, A. (2004), A Romance in Natural History, Syracuse, NY: Garret, ISBN 0-9823808-0-1.
20. ↑  T. A. Watson Dead; Made First Phone. The Associated Press. 15 грудня 1934. Процитовано 7 травня 2013.